# Gymnasium Unter den Eichen Uetze
Das Gymnasium Unter den Eichen Uetze ist ein allgemeinbildendes Gymnasium in der Gemeinde Uetze in der niedersächsischen Region Hannover.

## Geschichte
Am 3. Mai 1947 nahm der Vorläufer des heutigen Gymnasiums als private Oberschule in den Räumen der Volksschule in Uetze den Unterrichtsbetrieb auf. Im August 1950 erfolgte der Umzug in den Junkernhof, das Herrenhaus des Uetzer Gutes, in dem der Schulverein zunächst zwei Räume anmietete. 1952 und 1954 eröffnete der Schulverein zwei Internate in Uetze, um die Schüler der umliegenden Dörfer unterbringen zu können. Beide wurden nach wenigen Jahren wieder geschlossen.
Aufgrund des schnellen Wachstums der Schule wurde Ende 1954 ein öffentlich-rechtlicher Zweckverband gegründet, die private Oberschule Uetze wurde ein öffentliches Gymnasium. 1956 wurde im ehemaligen Irrgarten des Junkernhofs der Grundstein für den Schulneubau gelegt, der im folgenden Jahr bezogen wurde. Die ersten Schüler bestanden 1958 ihr Abitur. 1959 wurde der zweite Bauabschnitt fertiggestellt. 1963 erhielt die Schule eine Turnhalle. In den Siebzigerjahren übernahm der Landkreis Hannover die Trägerschaft, 2001 wurde die Gemeinde Uetze der Schulträger. 1977 begann der Neubau des Schulzentrums in der Marktstraße, in das das Gymnasium integriert wurde. 1979 wurden die Bauarbeiten abgeschlossen. 2013 wurde die Schule in Gymnasium Unter den Eichen Uetze umbenannt.

## Strukturen
Das Gymnasium ist eine offene Ganztagsschule, das die Betreuung am Nachmittag durch Hausaufgabenbetreuung, Förderunterricht in Deutsch, Mathematik und Englisch, Profilunterricht und Arbeitsgemeinschaften sicherstellt. Als zweite Fremdsprache ab dem 6. Schuljahrgang kann Französisch, Spanisch oder Latein erlernt werden. Für die Jahrgängen 5 und 6 werden Chor- und Forscherprofilklassen angeboten. In der Sekundarstufe II gibt es Profile mit sprachlichem, naturwissenschaftlichem sowie gesellschaftswissenschaftlichem Schwerpunkt.

### Auszeichnungen
Das Gymnasium Unter den Eichen Uetze ist seit dem 25. Juli 2014 eine zertifizierte Fairtrade-School, das sich um ein Bewusstsein für fairen Handel im Schulleben bemüht. Dieser Titel wird alle zwei Jahre im Rahmen einer Titelerneuerung überprüft und bei Erfolg verlängert.

### Partnerschulen
Im Rahmen des F.I.T. for Europe-Projektes und gefördert durch das Erasmus+-Programm unterhält das Gymnasium Unter den Eichen Uetze Partnerschaften mit den folgenden Schulen:
- Nationales Finanz- und Wirtschaftsgymnasium (NFSG) in Sofia,  Bulgarien
- Dr. Nassau College Quintus in  Assen, Niederlande
- Limbažu Valsts Gimnāzija in Limbaži, Lettland[6]

## Sportliche Erfolge
- 1967 und 1968 nahm die Handballmannschaft des Gymnasiums an zwei Bundes- und zwei Europaturnieren für Gymnasien teil.
- 1968 wurde das vom Sportlehrer Heinz Bövers trainierte Handballteam in Andernach Deutscher Meister der Gymnasien.[2]

## Persönlichkeiten

### Lehrer
- Rolf Meyer (1951–2014), Landtagsabgeordneter

### Schüler
- Achim Amme (* 1949), Autor, Schauspieler und Musiker, Abitur 1968
- Uwe Morgner (* 1967), Professor für Experimentalphysik an der Leibniz-Universität Hannover, Abitur 1986[2]
- Nessi Tausendschön (* 1963), Diseuse und Kabarettistin